# Pierre-Alexandre DuPeyrou

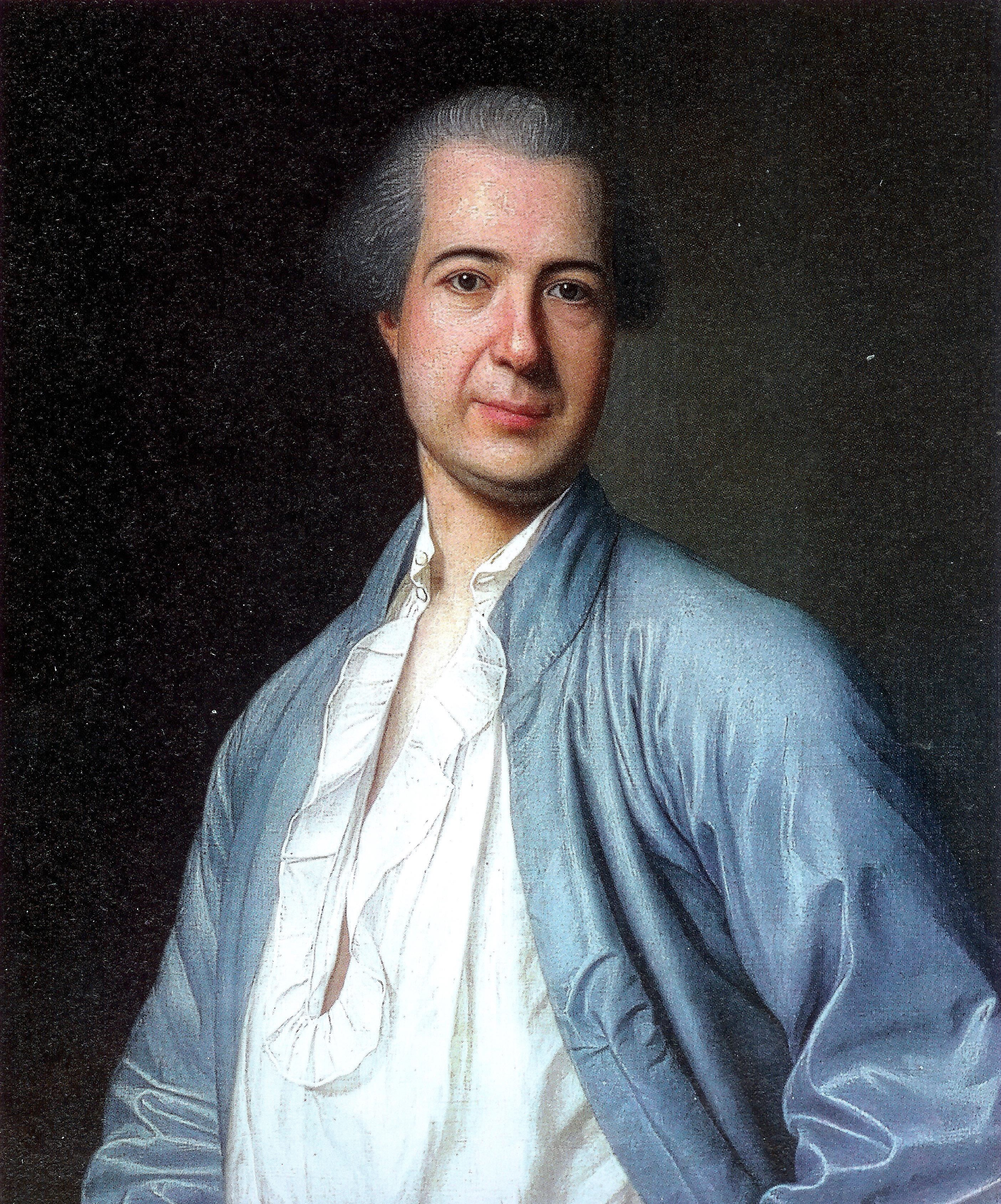
Pierre-Alexandre DuPeyrou ca. 1775

Pierre-Alexandre DuPeyrou (Paramaribo, 7 mei 1729 – Neuchâtel, 13 november 1794) was een schatrijke Surinamer die vanaf zijn negentiende jaar in het Vorstendom Neuchâtel woonde. DuPeyrou was een exponent van de Verlichting. Tussen 1780 en 1788 gaf DuPeyrou de complete werken van Jean-Jacques Rousseau uit, samen met de markies René Louis de Girardin – op wiens landgoed in Ermenonville Rousseau de laatste jaren woonde – en de predikant Paul Moultou. In 1790 publiceerde hij de authentieke versie van het tweede deel van de Bekentenissen, in samenwerking met Belle van Zuylen.

## Biografie

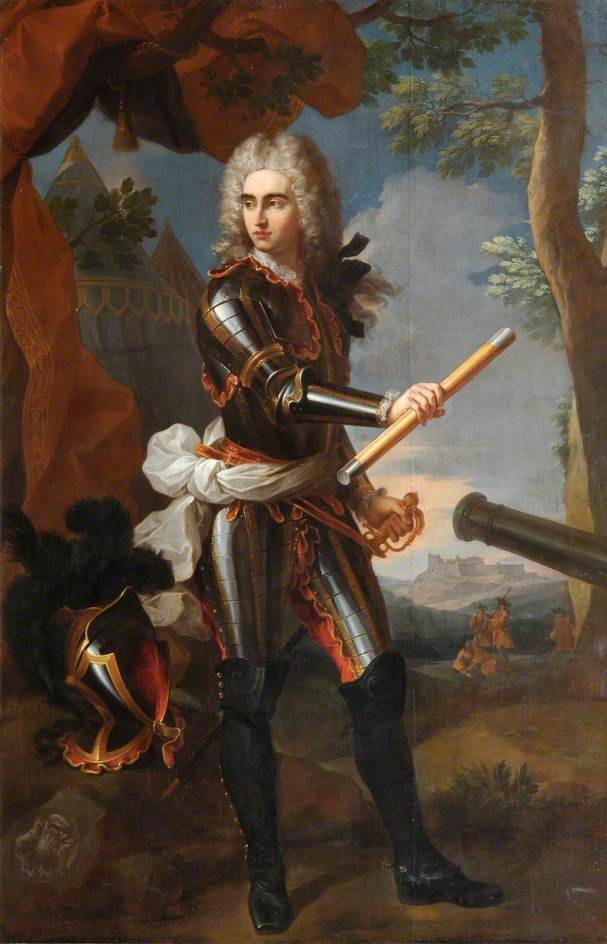
George Keith, de laatste graaf van Marischal.

DuPeyrou was de zoon van een hugenoot de jurist Pierre DuPeyrou (1702-1742) werkzaam als Raad van Justitie in de kolonie Suriname. Vanaf zijn tiende jaar werd Pierre-Alexandre in Nederland opgevoed. In 1748 verhuisde hij met zijn moeder, Lucie Drouilhet (1703-mei 1769), en stiefvader Philippe Le Chambrier (1701-1754), een voormalige vestingbouwingenieur in Suriname naar Neuchâtel, destijds onderdeel van een Pruisisch vorstendom. Zijn moeder beschikte in Suriname over verschillende plantages: l'Esperance aan de Parakreek en Perou aan de Cottica. Na de dood van zijn tante van moederszijde erfde hij in 1763 de plantage La Nouvelle Esperance aan de Cottica en deels de plantage Roozenburg aan de Commewijne. Omstreeks 1764 kocht hij de plantage Libanon aan de Cottica in samenwerking met François Louis Chaillet, ook uit Neuchâtel.  In 1773 werden enkele plantages aan de Cottica verwoest door Boni, behalve Libanon.

Rousseau in Armeense dracht, door A. Ramsay in 1766

In 1760 maakte DuPeyrou een reis naar Parijs en ontmoette Voltaire en Paul Henri Thiry d'Holbach. In 1764 kwam Jean-Jacques Rousseau op bezoek, die in 1762 uit Parijs was gevlucht en in Môtiers woonde. Rousseau had in Parijs zijn kinderen te vondeling gelegd en werd inmiddels van alle kanten aangevallen, nadat deze details door Voltaire bekend waren gemaakt. Rousseau werd aangeklaagd door de predikanten van Neuchâtel en met name dominee Montmollin uit Môtiers werd zijn vijand.
DuPeyrou was een filosofische man. Hij besloot de geplaagde filosoof in bescherming te nemen tegen de opgewonden Montmollin en de woedende bevolking, die hem bekogelde. Rousseau beschreef DuPeyrou als iemand die je graag als vriend zou hebben. Hij was zwaarmoedig, doof en leed aan jicht of reumatiek, hetgeen al zijn bewegingen heel bedachtzaam maakte. In 1765 gingen DuPeyrou en Rousseau samen de berg op bij Cressier waar DuPeyrou een buitenhuisje bezat, genaamd Bellevue. Bij een andere wandeltocht kwamen de twee mannen bij het Bielermeer terecht. Omdat bij Rousseau een raam was ingegooid, besloot Rousseau zich te vestigen op het in het meer gelegen St. Peterinsel. Hij wilde zich wijden aan botanie en een herbarium aan te leggen. Om zijn verblijf te bekostigen bezorgde Rousseau DuPeyrou alle afschriften van brieven en papieren tot 1760 met de bepaling die eerst na zijn dood uit te geven. DuPeyrou gaf hem een driemaandelijkse toelage en regelde zijn geldzaken. Al in december vertrok Rousseau voor enkele maanden naar Engeland op uitnodiging van David Hume.
Tijdens een verblijf in Parijs werd DuPeyrou ziek en begon te ijlen en dacht dat hij vergiftigd was. Rousseau die weer in Parijs woonde en hem verzorgde voelde zich beschuldigd. In een brief van 19 november 1767 veranderde de achterdochtige Rousseau van gedachten en kwam terug op zijn eerdere toezegging. Maar op 12 januari 1769 verklaarde Rousseau dat DuPeyrou kon doen met de geschriften wat hij goed achtte.

## Hôtel DuPeyrou

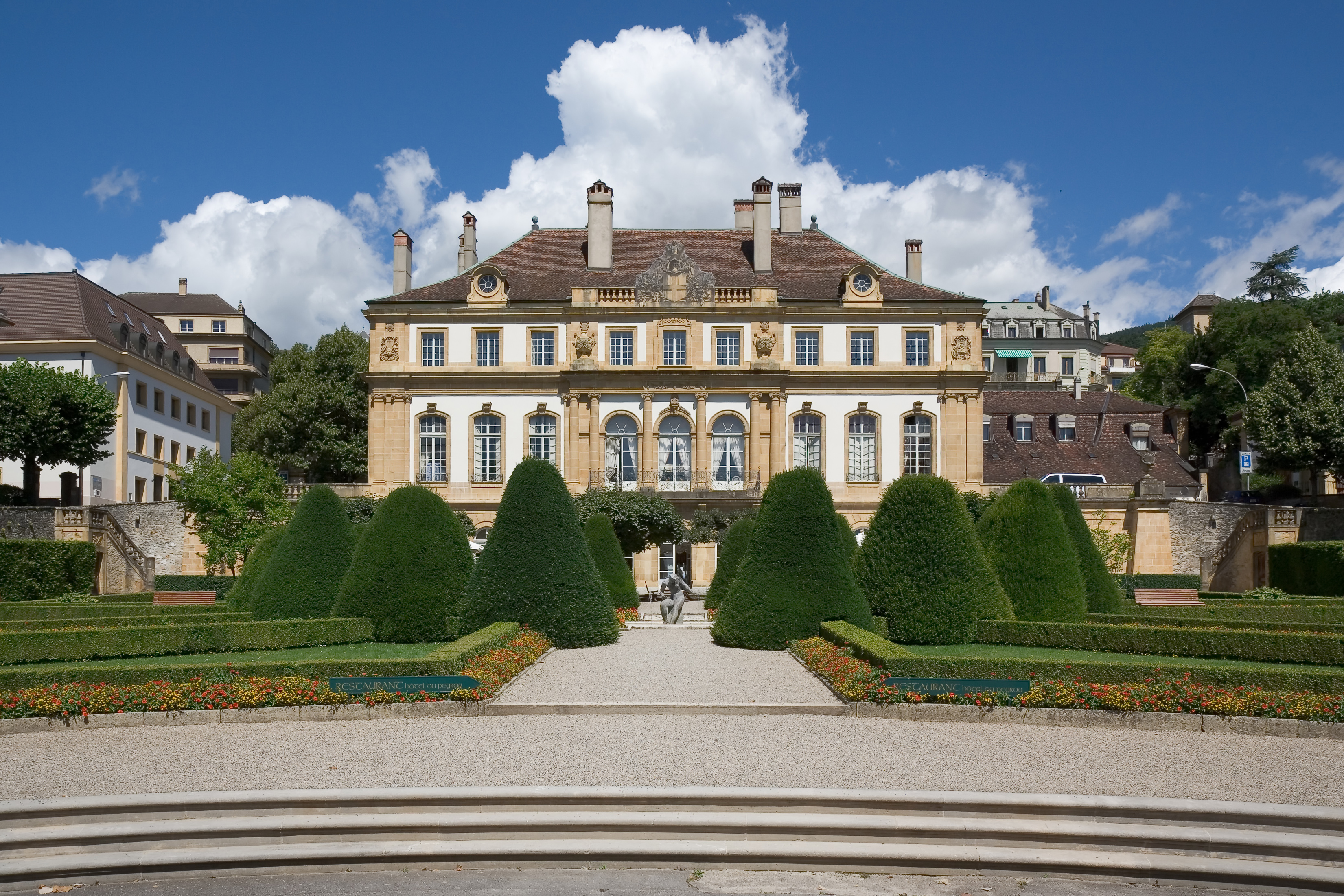
Hôtel DuPeyrou in Neuchâtel

DuPeyrou had veel contact met de gouverneur van het Pruisische Neuenburg 1754-1768, Georg Keith. Ze hadden elkaar leren kennen bij Abraham de Pury, een gewezen kolonel en zijn toekomstige schoonvader. DuPeyrou trouwde in 1770 met Henriette Dorothée de Pury (1750–1818), de dochter van de kolonel, amateur-botanicus en een vriend. Zijn huwelijk was niet erg gelukkig. DuPeyrou was ooit verliefd op haar moeder. De beide pasten niet goed bij elkaar. Hij sprak over het algemeen heel weinig. Zij hield van dansen, feesten en theater. Zijn landhuis aan het meer, ontworpen door Erasmus Ritter, was na zeven jaar bouwwerkzaamheden af. Hij wijdde zich aan de vrijmetselarij en sloot vriendschap met Belle van Zuylen, die vanaf 1771 in het 5 km verderop gelegen Colombier woonde. DuPeyrou had een omvangrijke bibliotheek laten inrichten, bestaande uit 3.000 werken. Behalve een oude Bijbel waren er geen boeken in het Nederlands. Er hing wel een grote landkaart van Suriname.
In het landhuis werden toneelstukken opgevoerd, zoals de De Barbier van Sevilla van Pierre Augustin Caron de Beaumarchais, waarin Henriette Dorothée DuPeyrou een hoofdrol speelde. DuPeyrou was een amateur-musicus en speelde orgel en klavecimbel. Voor zijn gasten werden bals georganiseerd en muziek gemaakt, bij maneschijn, drijvend in bootjes op het meer.
In 1780 kwam een prins van Hessen-Kassel op bezoek.
In 1782 kwam Jacques Pierre Brissot langs, die twee belangwekkende boeken had gepubliceerd. Hij zou een maand blijven logeren bij de DuPeyrou's en een van de oprichters worden van de Société des amis des Noirs.
In 1784 kreeg DuPeyrou bezoek van prins Hendrik van Pruisen. In 1786 zou Rijklof Michaël van Goens met enige vrienden en vriendinnen een reis door Zwitserland maken. In Neuchâtel trachten ze DuPeyrou te spreken, om bijzonderheden over Rousseau te horen, maar ze vonden hem niet thuis.

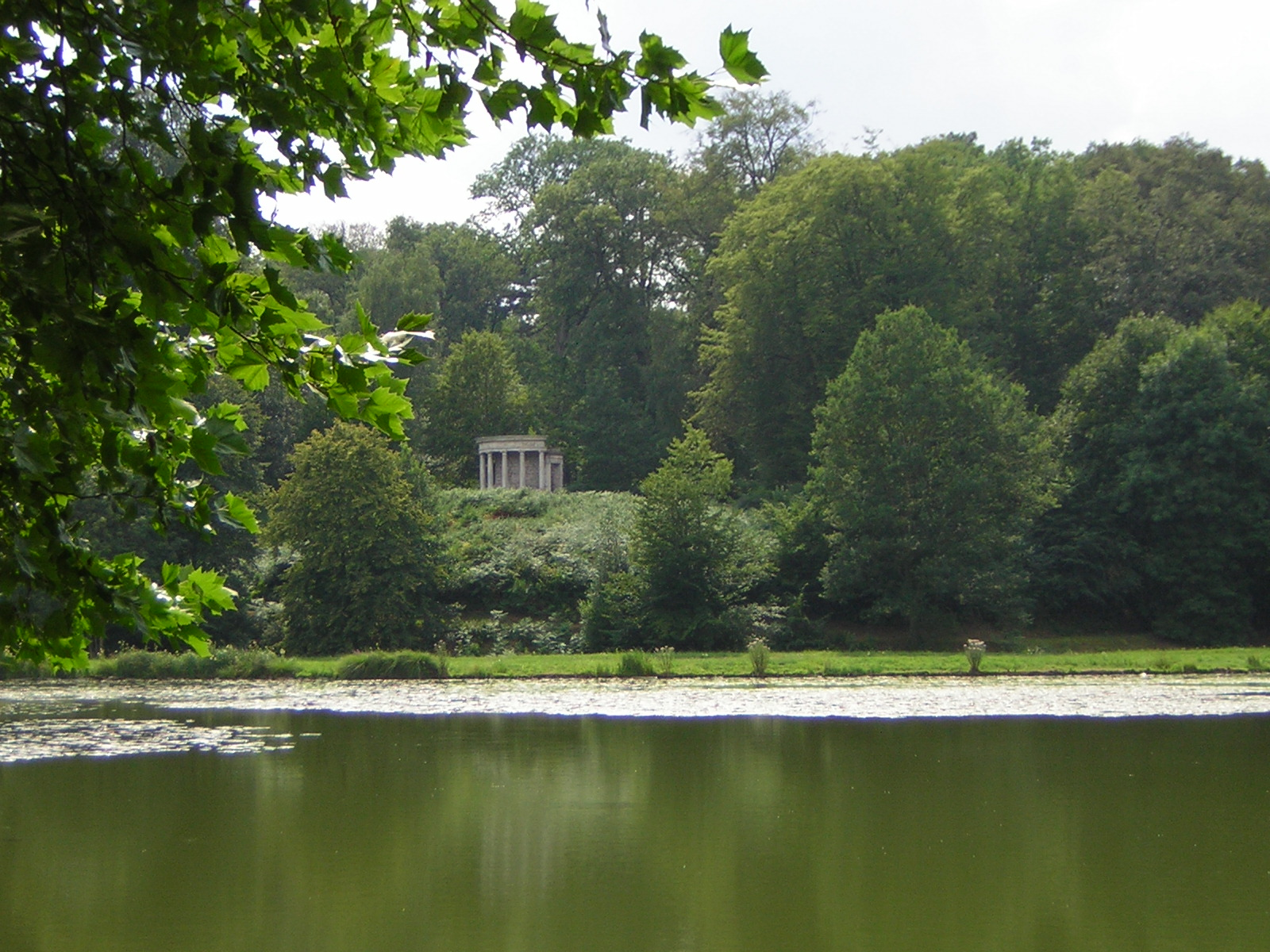
De tuin van Ermenonville, tussen 1764-1776 aangelegd door markies De Girardin

DuPeyrou leidde een kluizenaarsbestaan tussen zijn boeken en herinneringen. De uitgever Marc-Michel Rey in Amsterdam, met wie DuPeyrou voortdurend brieven uitwisselde, was ondertussen gestorven. Met DuPeyrou's hulp werd een werk van Belle van Zuylen ter verdediging van de weduwe van Rousseau uitgegeven. Ondertussen verscheen een clandestiene uitgave van de Confessions. DuPeyrou besloot zijn exemplaar, de authentieke tekst, te publiceren in samenwerking met Belle van Zuylen.
Op 12 november 1794 viel hij van zijn rijtuig; de volgende dag aan het diner zakte plotseling zijn hoofd voorover en was hij dood. DuPeyrou had geen kinderen en zijn gigantische fortuin is verdeeld over 32 neven en nichten in Nederland, waarbij ook alle slaven op de plantages werden bedacht. Het beheer van zijn plantages en naar verluidt ook de uitvoering van zijn testament werd verzorgd door Onno Zwier van Sandick of zijn erfgenamen. Hij had verzocht in zijn testament om al zijn papieren te verbranden.
Zijn landhuis werd in 1799 verkocht aan Frédéric de Pourtalès en werd tijdelijk bewoond door Louis Alexandre Berthier. In 1815 was Denys de Rougemont de nieuwe eigenaar, totdat de Zwitserse staat het in 1858 overnam en liet restaureren.

## Correspondentie
- Recueil des pièces relatives à la persécution suscitée à Motier-Travers, contre J.J. Rousseau. [Yverdon], 1765.  63 p. [27]:
  - Lettre à Monsieur ***, relative à J.-J. Rousseau à Goa [Neuchatel], aux dépens du St. Ofice MDCCLXV; avec la réfutation de ce libelle par le professeur de Montmollin, pasteur des églises de Môtier-Travers & Boveresse, comté de Neuchâtel en Suisse, en dix lettres à M. N.N.[28]
  - Seconde lettre relative à M. J.-J. Rousseau. Adressée à mylord comte de Wemyss, baron d’Elcho, pair d’Écosse, with les pièces justificatives;[29]
  -  Troisième lettre relative à J.-J. Rousseau.[30]
- Pièces relatives à la publication de la suite des Confessions de J.J. Rousseau. éd. Pierre-Alexandre DuPeyrou; René-Louis de Girardin; Barde et Manget (Genève) [Paris], 1789.[31]
- Correspondance originale et inédite de J.J. Rousseau avec Mme Latour de Franqueville[32] et M. DuPeyrou. Paris : Giguet et Michaud, An XI [1803] 2 vol.[33][34]
- Lettres de DuPeyrou à J.-J. Rousseau. éd. Charly Guyot. In: Musée neuchâtelois : recueil d'histoire nationale et d'archéologie : organe de la Société d'histoire du canton de Neuchâtel, 65, 1959. 30 p.
- Une lettre inédite de DuPeyrou à David Hume. ed. Ronald Grimsley. In: Musée neuchâtelois : recueil d'histoire nationale et d'archéologie : organe de la Société d'histoire du canton de Neuchâtel 113, 1961 p. 78